# كريس تود (لاعب كرة قدم أمريكية)
كريس تود (بالإنجليزية: Chris Todd)‏ هو لاعب كرة قدم أمريكية أمريكي، ولد في 4 فبراير 1986.